# Kedung Dowo
Kedung Dowo is een bestuurslaag in het regentschap Kudus van de provincie Midden-Java, Indonesië. Kedung Dowo telt 10.413 inwoners (volkstelling 2010).